# Wildenberg
Wildenberg ist eine Gemeinde im niederbayerischen Landkreis Kelheim und ein Mitglied der Verwaltungsgemeinschaft Siegenburg.

## Geografie
Die Gemeinde liegt in der Region Regensburg. Das Gemeindegebiet wird vom Siegbach durchflossen, einem Zufluss der Abens.
Es gibt sechs Gemeindeteile (in Klammern ist der Siedlungstyp angegeben):
- Eschenhart (Weiler)
- Irlach (Dorf)
- Pürkwang (Pfarrdorf)
- Schweinbach (Dorf)
- Wildenberg (Dorf)
- Willersdorf (Dorf)

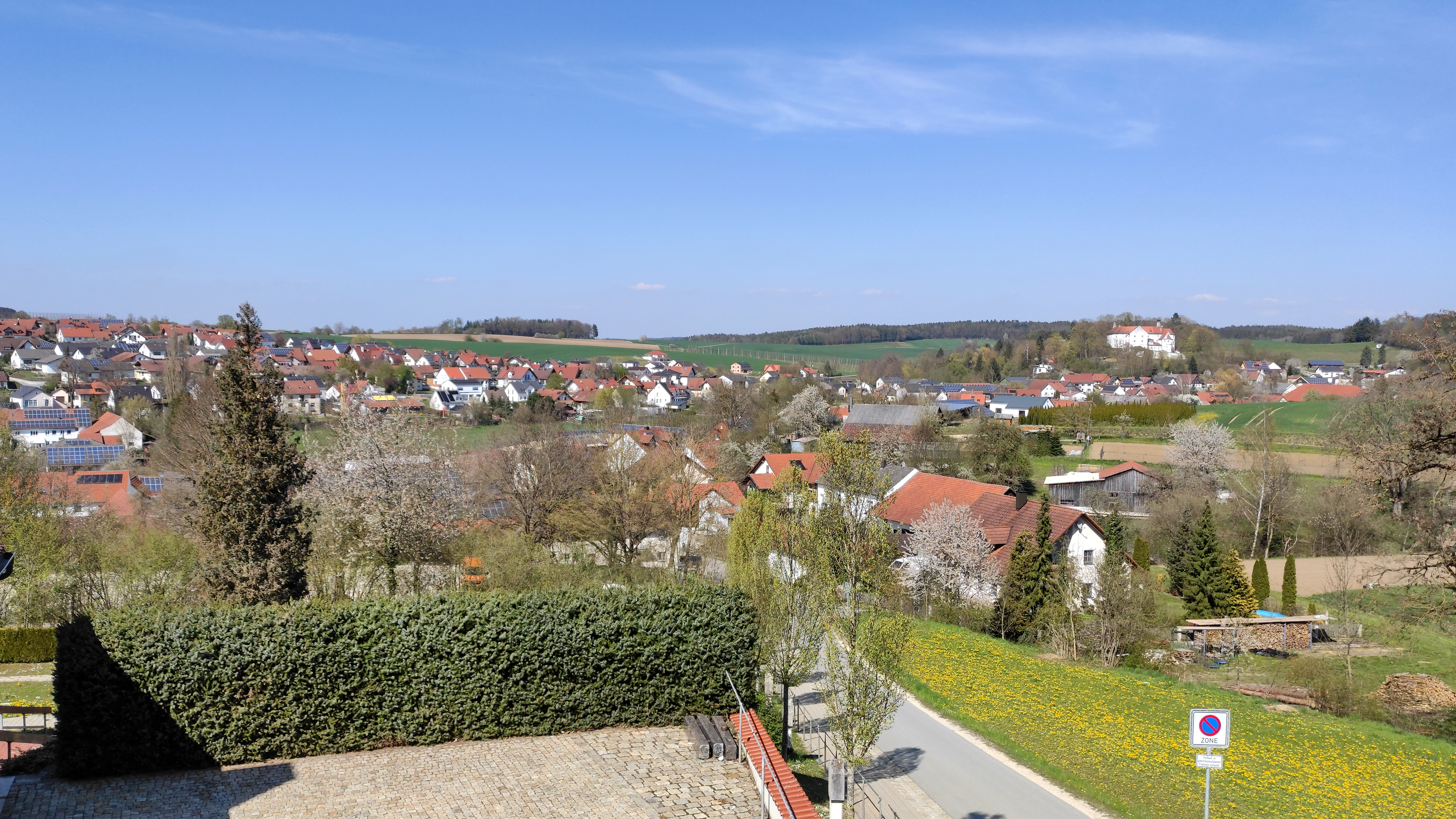
Ortsansicht von Süden

Es existiert nur die Gemarkung Wildenberg.

## Geschichte

### Bis zur Gemeindegründung
Hänslin Ebran von Lauterbach erbaute ab 1272 das Schloss Wildenberg. Er formte unter Einbeziehung des Gutes Pürkwang die ausgedehnte Herrschaft, die später als geschlossene Hofmark zum Hochstift Regensburg kam. Nachdem Heinrich Ebran von Wildenberg als Letzter seines Geschlechtes gestorben war, fiel im Jahre 1607 die Hofmark Wildenberg samt Schloss dem Regensburger Domherrn Christoph von Stinglheim zu Thürnthenning und Karpfenstein zur Nutzung zu. Mit der Säkularisation 1803 gelangte der Güterkomplex an Bayern. Im Zuge der Verwaltungsreformen im Königreich Bayern entstand mit dem Gemeindeedikt von 1818 die heutige Gemeinde.

### Eingemeindungen
Im Jahr 1945 oder 1946 wurde die Gemeinde Schweinbach eingegliedert.

### Einwohnerentwicklung
Im Zeitraum 1988 bis 2018 stieg die Einwohnerzahl von 1100 auf 1343 um 243 Einwohner bzw. um 22,1 %.
| Jahr | Einwohner |
| ---- | --------- |
| 1961 | 1082      |
| 1970 | 1158      |
| 1987 | 1068      |
| 1991 | 1153      |
| 1995 | 1223      |
| 2000 | 1306      |
| 2005 | 1373      |
| 2010 | 1331      |
| 2015 | 1388      |

## Politik

### Bürgermeister
Bei der Kommunalwahl am 15. März 2020 konnte keiner der vier Kandidaten die absolute Mehrheit erreichen. Dadurch kam es am 29. März 2020 zur Stichwahl zwischen Wolfgang Brich (Junge Liste) und Winfried Roßbauer (CSU). Dabei wurde Winfried Roßbauer mit 50,52 % der Stimmen zum Ersten Bürgermeister gewählt. Seine Vorgängerin war Marion Schwenzl (Gemeindewohl/Freie Wähler).

### Gemeinderat
Nach der Kommunalwahl am 15. März 2020 hat der Gemeinderat 12 Mitglieder, 13. Mitglied ist der Bürgermeister.

## Baudenkmäler

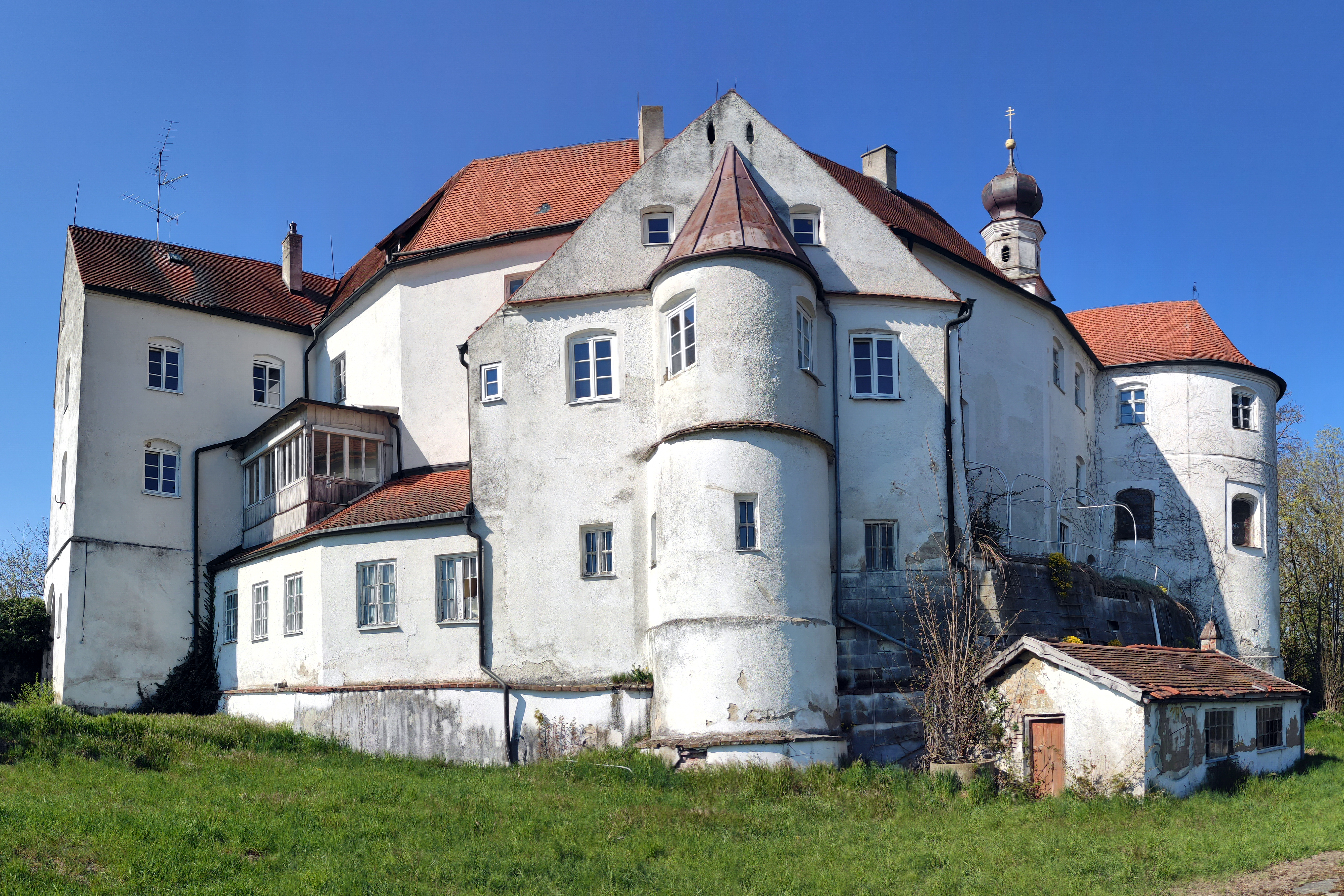
Schloss Wildenberg

### Wappen
|  | Blasonierung: „Im Zinnenschnitt schräg geteilt von Silber und Blau; unten ein silbernes Schildchen mit einem durchgehenden blauen Andreaskreuz.“ |
|  | |

## Wirtschaft und Infrastruktur

### Wirtschaft einschließlich Land- und Forstwirtschaft
Es gab 1998 nach der amtlichen Statistik im produzierenden Gewerbe 56 und im Bereich Handel und Verkehr zehn sozialversicherungspflichtig Beschäftigte am Arbeitsort. In sonstigen Wirtschaftsbereichen waren am Arbeitsort 37 Personen sozialversicherungspflichtig beschäftigt. Sozialversicherungspflichtig Beschäftigte am Wohnort gab es insgesamt 406. Im verarbeitenden Gewerbe und im Bauhauptgewerbe gab es jeweils einen Betrieb. Zudem bestanden im Jahr 1999 59 landwirtschaftliche Betriebe mit einer landwirtschaftlich genutzten Fläche von 812 ha, davon waren 782 ha Ackerfläche.

### Bildung
Es gibt folgende Einrichtungen (Stand: 1999):
- Kindergarten: 50 Kindergartenplätze mit 47 Kindern
- Volksschule: mit drei Lehrern und 71 Schülern

## Persönlichkeiten
- Berthold Hauser (1713–1762), Jesuit, Mathematiker, Philosoph und Hochschullehrer
- Alfred von Kesling (1854–1929), Generalleutnant
- Hans-Christian Dietrich (1869–1950), in Wildenberg geborener Bankmanager und Hochschullehrer
- Klaus Gehrig (* 1948), Manager
- Manfred Weber (* 1972), wohnhaft in Wildenberg, CSU-Politiker und Mitglied des Europäischen Parlaments, Fraktionsvorsitzender der EVP